# Alegria, Cebu
Alegria là một đô thị hạng 4 của tỉnh Cebu, Philippines. Theo điều tra dân số năm 2007, đô thị này có dân số 21.699 người.

## Các đơn vị dân cư
Alegria được chia thành các đơn vị hành chính gồm 9 khu dân cư (khu phố) (barangay).
- Guadalupe
- Legaspi
- Lepanto
- Madridejos
- Montpeller
- Poblacion
- Santa Filomena
- Valencia